# Fatal Frame III: The Tormented
Fatal Frame III: The Tormented (в Японии известна как Zero: The Tattoo's Voice (яп. 零〜刺青ノ聲〜 Дзэро: — сисэй но коэ), в Европе — Project Zero 3: The Tormented) — компьютерная игра в жанре survival horror, вышедшая на приставке PlayStation 2 в 2005 году. Также игра доступна на PlayStation 3 через PSN. Игра является третьей в одноимённой серии игр.

## Сюжет
Главной героиней игры является девушка Рэй Куросава, 23-летняя фотограф-фрилансер. Делая фотографии в предположительно населённом призраками особняке, Рэй замечает, что изображение её мужа, погибшего в автокатастрофе, проявляется на фото. После этого случая Рэй начинает видеть странные повторяющиеся сны, в которых видит своего мужа. Однажды, проснувшись после одного из таких снов, она видит загадочную татуировку, которая медленно появляется на разных частях её тела.
Сопровождать Рэй будут Кэй Амакура, друг её бывшего жениха, а также Мику Хинасаки, главную героиню Fatal Frame, которая теперь является ассистенткой Рэй. Кэй — дядя Мио и Маю Амакуры из Fatal Frame II: Crimson Butterfly. Сама Мио тоже появляется в некоторых эпизодах игры.

## Отзывы
| Сводный рейтинг | Сводный рейтинг |
| Агрегатор       | Оценка          |
| --------------- | --------------- |
| GameRankings    | 79,31 %         |